# Aeolothrips astutus
Aeolothrips astutus är en insektsart som beskrevs av Hermann Priesner 1926. Aeolothrips astutus ingår i släktet Aeolothrips, och familjen rovtripsar. Arten är reproducerande i Sverige.